# Пален, Фёдор Петрович
Граф Фёдор Петрович Па́лен (нем. Friedrich Alexander von der Pahlen; 2 [13] сентября 1780, Митава — 8 [20] января 1863, Санкт-Петербург) — русский дипломат, посол в США и Бразилии, действительный тайный советник (21 апреля 1834 года). В 1828—1829 годах возглавлял администрацию Дунайских княжеств. Последний в истории носитель чина камергера.

## Биография
Родился в Митаве 2 (13) сентября 1780 года. Получил домашнее образование в доме своего отца П. А. Палена. В 1794 году поступил на службу в Лейб-гвардии Конный полк.
Вскоре перешёл на статскую службу. 26 февраля 1800 года назначен состоять при великой княжне Екатерине Павловне в чине действительного камергера; 19 июня 1800 года — при президенте Юстиц-коллегии лифляндских, эстляндских и финляндских дел; с 26 октября — член этой коллегии.
14 марта 1802 года определён в ведомство Коллегии иностранных дел. 16 мая 1802 года причислен сверхштатным сотрудником к посольству в Париже, 5 октября 1805 года командирован в Великобританию и США с особым поручением.
В 1809—1811 годах — посол в США; в 1811—1815 годах — при португальском дворе в Рио-де-Жанейро; в 1815—1822 годах — в Баварии.
С 29 мая 1826 по 1 января 1828 года занимал должность одесского градоначальника с поручением управлять Новороссийской и Бессарабской губерниями в отсутствие графа М. С. Воронцова. Вновь назначен исполнять должность генерал-губернатора 15 февраля 1831 года.
На время войны с турками, с апреля 1828 до весны 1829 года, возглавлял русскую военную администрацию в Дунайских княжествах (с титулом «председатель диванов Молдавии и Валахии»), пока его не сменил П. Ф. Желтухин. В качестве уполномоченного для ведения мирных переговоров с Османской империей (с 1 августа 1829 года) участвовал в разработке условий и подписании Адрианопольского мира.
Назначен членом Государственного совета 18 сентября 1832 года. Оставался в этом звании до самой смерти, участвовал в разработке законопроекта об отмене крепостного права. По отзыву современника, был человеком с независимым и самостоятельным мнением, гнушаясь рабского поклонения двору, называл лиц, склонных к этому, цареугодниками. Умер 8 (20) января 1863 года в Санкт-Петербурге.

## Награды
- орден Святого Иоанна Иерусалимского (28.12.1798)
- орден Святой Анны 1-й ст. (8.08.1816)
- орден Святого Александра Невского (25.01.1828)
- алмазные знаки к ордену Святого Александра Невского (16.04.1841)
- орден Святого Владимира 1-й ст. (1.01.1852)

## Семья

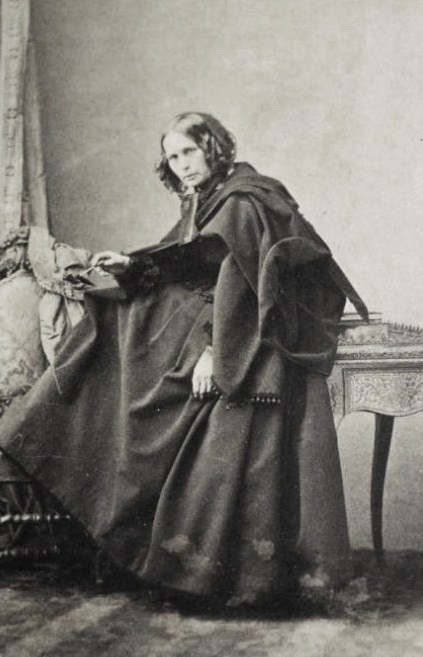
Вера Григорьевна Пален

С 1830 года был женат на графине Вере Григорьевне Чернышёвой (1808—1880), дочери графа Г. И. Чернышёва и фрейлины Е. П. Квашниной-Самариной. По словам влюблённого в неё графа М. Д. Бутурлина, красотой и привлекательностью отличалась от сестёр. В обществе находили большое сходство между графиней Пален и певицей Зонтаг, с той разницей, что последняя была светлой блондинкой, а Вера Григорьевна по глазам и оттенку волос брюнеткой, но белизна её кожи и постоянный румянец щёк принадлежал блондинке. Глаза были небольшие и кругловатые, но взгляд был томно-задумчивый и нежный. Движения были плавны, сдержанны и проникнуты негой. Не будучи классической красавицей, она имела столько женственности, что от неё трудно было отвести глаза. В браке имела детей:
- Анатолий (1831—1856), погиб под Севастополем.
- Леонид (1834—30.03.1908), поручик, женат на Марии Ивановне Сенявиной (1838—1903), дочери И. Г. Сенявина. Умер скоропостижно от кровоизлияния мозга в Риме, похоронен в Курляндии.
- Александра (1832—1857), фрейлина, унаследовала красоту матери, была помолвлена с сыном графа М. Ю. Виельгорского, Михаилом, умершим от тифа в Крыму в 1855 году. Скончалась от мозговой сухотки, будучи невестой В. А. Пашкова (1831—1902). Была похоронена на Тихвинском кладбище Александро-Невской лавры[3].
- Вера (1835—1923), замужем за шталмейстером князем Сергеем Сергеевичем Гагариным (1832—1890).
- Наталья (1842—1920), фрейлина, замужем за светлейшим князем Павлом Ивановичем Ливеном (1821—1881), обер-церемониймейстером.